# Mot d'une lettre
Vous lisez un « bon article » labellisé en 2018.
| |  |  |
| Pour se rendre « littéralement de A à B » à bicyclette, Paul Parry parcourt 9 000 km, de Å en Norvège à Bee dans le Nebraska,. |  |  |

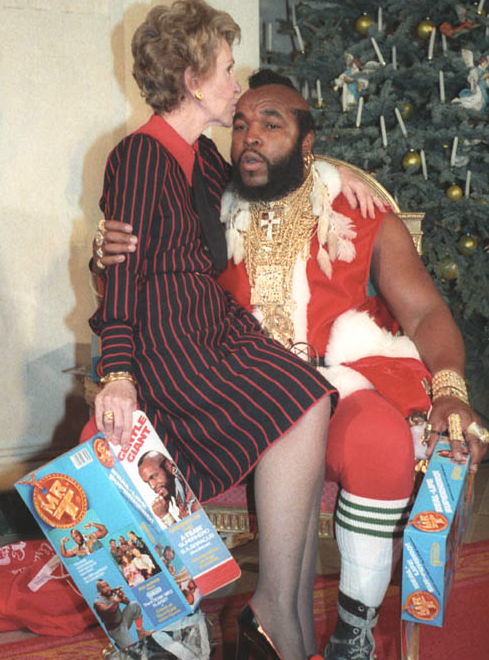
T : un nom qui inspire le respect,.

Un mot d'une lettre est un mot composé d'une seule lettre. L'application de cette définition d'apparence simple est complexe, du fait de la difficulté à cerner les notions de mot et de lettre. Les mots d'une lettre ont un statut incertain, tant dans le domaine de la théorie de la langue, que dans leur traitement par les dictionnaires ou dans leurs usages sociaux. Ils sont parfois utilisés comme titre d'ouvrage et ont fait l'objet de diverses expérimentations littéraires, chez les poètes futuristes, minimalistes et oulipiens.

## Notion paradoxale

### Mot

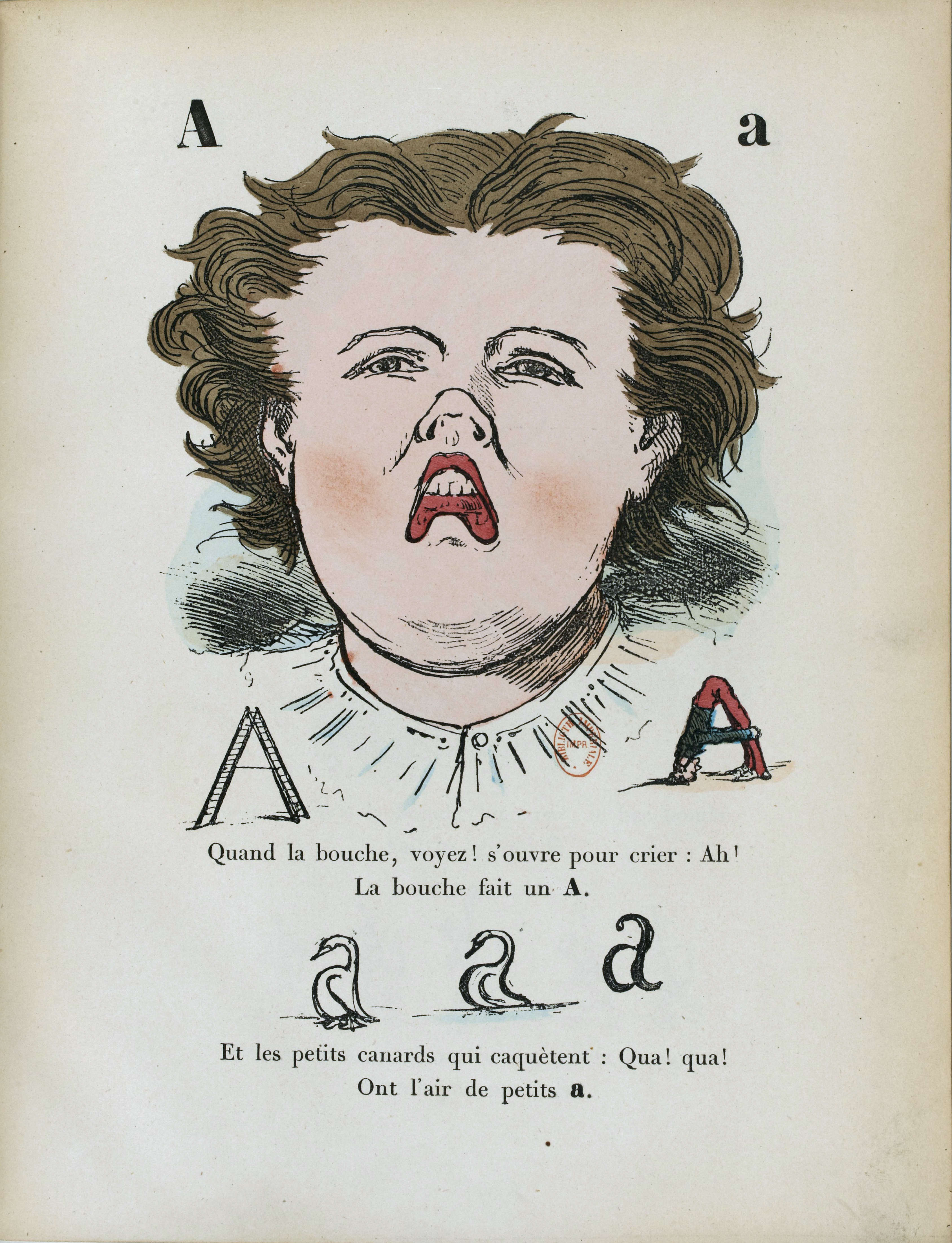
A dans A. B. C. Trim, alphabet enchanté de Louis Ratisbonne illustré par Bertall.

Le terme de mot est loin d'être univoque pour les linguistes. Il est défini sur le plan graphique comme un ensemble de lettres comprises entre deux séparateurs de mots,, Jacques Anis ajoutant que « le mot semble ainsi n'avoir d'existence réelle qu'à l'écrit, par les blancs qui l'isolent ». Cette définition pragmatique se trouve déjà dans la Grammaire générale et raisonnée d'Arnauld et Lancelot publiée en 1660 : « On appelle mot ce qui se prononce à part et s'écrit à part. » En ce sens, toute lettre isolée forme un mot, quand bien même vide de sens. Sur le plan sémantique, il est défini, en tant que morphème, comme « la plus petite unité de sens ou de signification, ». À cet égard, une lettre isolée n'est un mot que si elle est porteuse de sens.

Ce sens se réduit-il à la désignation de la lettre ? Pour Françoise Benzécri, la bijection semble évidente : « À toute lettre d'un alphabet ordinaire est associé le mot d'une lettre qu'elle constitue, noté comme cette lettre », mais Darryl Francis (en) note au contraire que le sens des mots d'une lettre ne se réduit pas à désigner la lettre qui les constitue. Solange Cuénod affirme également qu'un mot d'une lettre « n'a aucune raison d'être pris pour cette lettre » et donne l'exemple suivant : 

« Si je vous demande comment on dit “a” en anglais, suivant que vous considérez qu'il s'agit de la lettre de l'alphabet, ou du mot ne contenant que cette lettre, votre réponse sera différente. Elle sera soit “a” (prononcez ei), soit “has”. Il n'y a donc pas lieu de confondre le verbe avoir à la troisième personne du singulier de l'indicatif présent avec la lettre utilisée pour l'écrire,. »

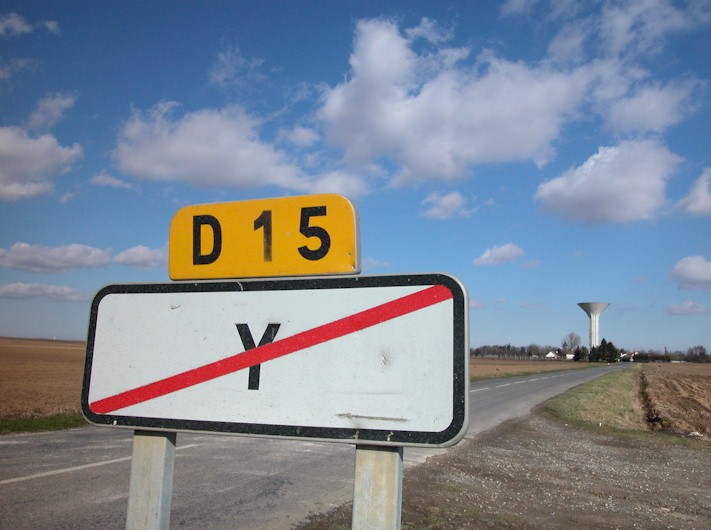
Le toponyme Y est-il vide ou épais ?

Un toponyme d'une lettre peut-il avoir une valeur sémantique ? La linguiste Malgorzata Mandola en doute dans le cas du village d'Y dans la Somme et estime qu'il s'agit plutôt de ce que le grammairien Lucien Tesnière appelle un mot grammatical, vide de toute fonction sémantique. Marcel Proust distingue au contraire le nom (nom propre) du mot (nom commun), du fait qu'il est pour lui, selon Roland Barthes, « un signe volumineux, un signe toujours gros d'une épaisseur touffue de sens, qu'aucun usage ne vient réduire, aplatir, contrairement au nom commun » : 

« Les mots nous présentent des choses une petite image claire et usuelle […] Mais les noms présentent des personnes — et des villes qu'ils nous habituent à croire individuelles, uniques comme des personnes — une image confuse qui tire d'eux, de leur sonorité éclatante ou sombre, la couleur dont elle est peinte uniformément. »

### Lettre

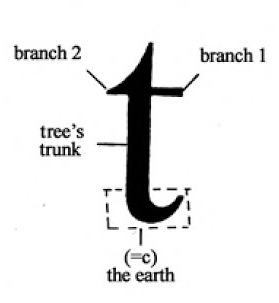
Pour Gao-ming Zhang et Hong Yang le t est l'idéogramme d'un arbre (tree).

Les lettres sont les éléments d'un alphabet, c'est-à-dire d'un système d'écriture fondé sur la représentation des sons, par opposition aux idéogrammes qui sont souvent à l'origine des images,. De ce point de vue, il est inhabituel qu'une lettre seule exprime autre chose qu'elle-même, quand tel n'est pas le cas pour un idéogramme,. Les lettres sont appréhendées par les linguistes en tant que graphèmes, dans le cadre d'une classification de ces derniers en trois groupes : les graphèmes alphabétiques ou alphagrammes, les « graphèmes ponctuo-typographiques » ou « topogrammes », qui correspondent aux signes de ponctuation, et les « graphèmes logographiques » ou logogrammes qui comportent « des logogrammes stricto sensu, graphèmes-signes notant des morphèmes-mots (tels & et $) et des quasi-logogrammes, tels des sigles, qui font d'une séquence d'alphagrammes une unité globale ». Le graphème alphabétique est défini soit comme la représentation d'un phonème, soit comme l'unité minimale de la forme graphique de l'expression, cette seconde définition, souvent préférée, revenant à assimiler le graphème alphabétique à la lettre en tant que composante de l'alphabet,.

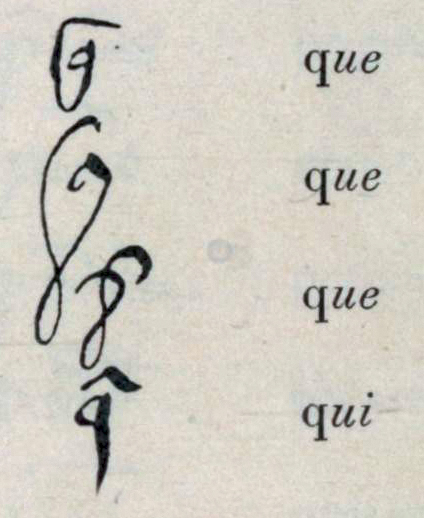
Variations médiévales sur le Q.

Plusieurs auteurs relèvent qu'il ne peut y avoir plus de mots d'une lettre que de lettres dans l'alphabet,, telle Françoise Benzécri pour qui il y a « autant de mots d'une seule lettre que de lettres ». Cette affirmation apparemment évidente ne tient cependant pas compte de l'incidence des signes diacritiques. Outre les 26 lettres de l'alphabet latin, le français utilise 16 lettres diacritées admises par l'état civil : à, â, ä, ç, é, è, ê, ë, ï, î, ô, ö, ù, û, ü et ÿ. Il est en outre habituel de conserver les diacritiques d'origine dans la transcription des noms propres écrits en caractères latins dans la langue d'origine,, comme Å ou Ø. Ces lettres diacritées sont considérées comme des graphèmes uniques. Il en va de même des graphèmes résultant d'une élision : c', ç', d', j', l', m', n', s', t' et z',. L'utilisation typographique au XVIe siècle de « q̃ » pour « que », notamment chez Joachim du Bellay et Jean de Sponde, pourrait conduire à le considérer comme une lettre diacritée. Mais il s'agit plutôt de la transcription d'une abréviation issue d'une note tironienne,, conventionnellement rendue par « q' », qui est à considérer comme un logogramme, tout comme le « k barré », abréviatif du toponyme breton ker, et transcrit en « k' », qui est considéré officiellement comme une « altération manifeste de l’orthographe ».
| Sans diacritique      | A | B | C  | D  | E | F | G | H | I | J  | K | L  | M  | N  | O | P | Q | R | S  | T  | U | V | W | X | Y | Z  |
| Accent aigu           |   |   |    |    | É |   |   |   |   |    |   |    |    |    |   |   |   |   |    |    |   |   |   |   |   |    |
| Accent circonflexe    | Â |   |    |    | Ê |   |   |   | Î |    |   |    |    |    | Ô |   |   |   |    |    | Û |   |   |   |   |    |
| Accent grave          | À |   |    |    | È |   |   |   |   |    |   |    |    |    |   |   |   |   |    |    | Ù |   |   |   |   |    |
| Apostrophe            |   |   | C' | D' |   |   |   |   |   | J' |   | L' | M' | N' |   |   |   |   | S' | T' |   |   |   |   |   | Z' |
| Barre                 |   |   |    |    |   |   |   |   |   |    |   |    |    |    | Ø |   |   |   |    |    |   |   |   |   |   |    |
| Cédille               |   |   | Ç  |    |   |   |   |   |   |    |   |    |    |    |   |   |   |   |    |    |   |   |   |   |   |    |
| Cédille et apostrophe |   |   | Ç' |    |   |   |   |   |   |    |   |    |    |    |   |   |   |   |    |    |   |   |   |   |   |    |
| Rond en chef          | Å |   |    |    |   |   |   |   |   |    |   |    |    |    |   |   |   |   |    |    |   |   |   |   |   |    |
| Tréma                 | Ä |   |    |    | Ë |   |   |   | Ï |    |   |    |    |    | Ö |   |   |   |    |    | Ü |   |   |   | Ÿ |    |

Légende
- Mot ne désignant que la lettre associée.

## Statut incertain

### Dans la théorie de la langue

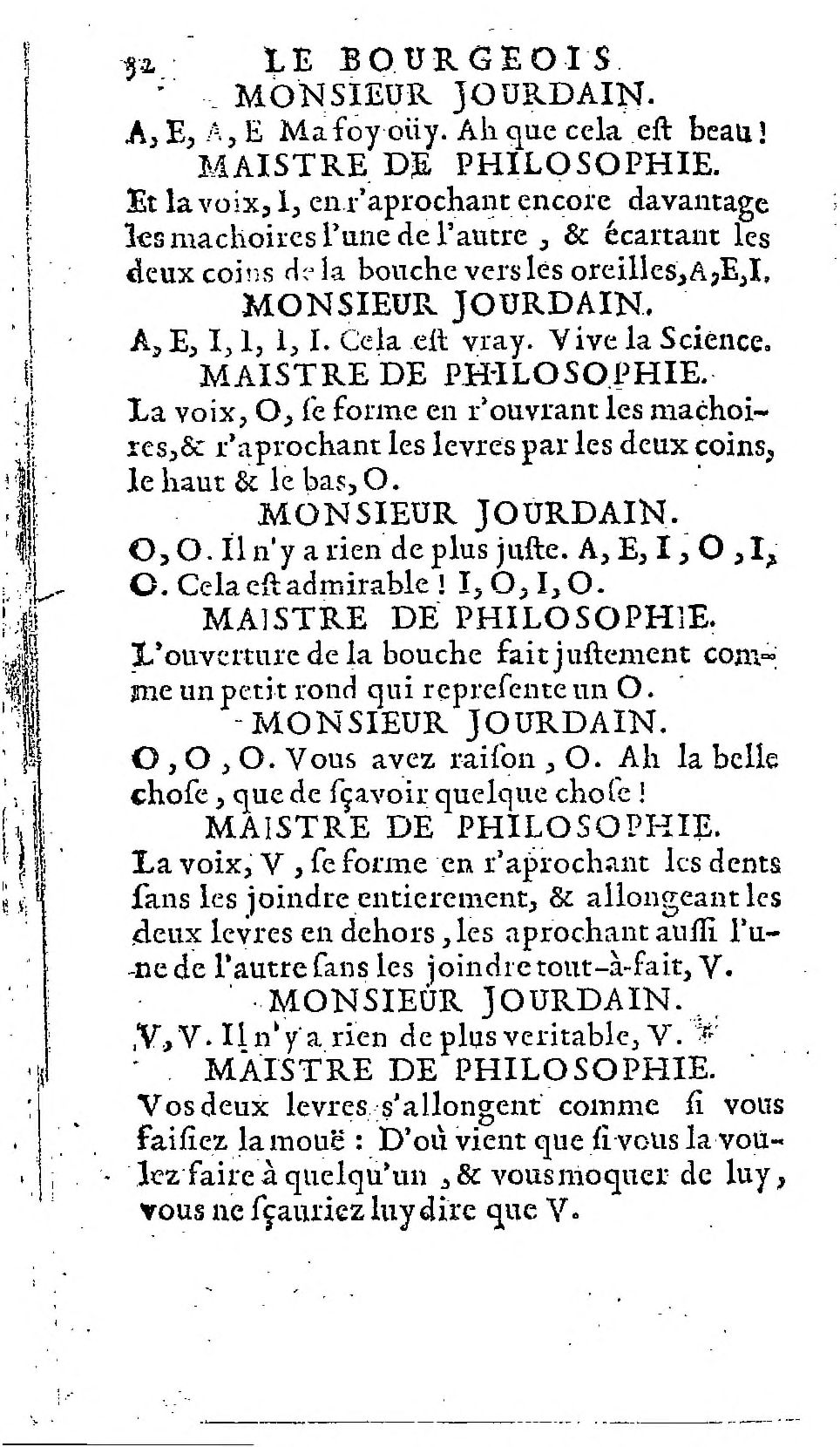
Monsieur Jourdain s'initie à la phonomimographie du O,.

L'existence même de mots d'une lettre est une aberration dans la théorie platonicienne de la langue, puisque les lettres sont censées être des éléments infralexicaux, destinés à être combinés à plusieurs pour composer des mots. Il en résulte chez les platoniciens une sorte de « tabou » à l'égard des mots d'une lettre. Geber et les grammairiens arabes médiévaux estiment ainsi qu'un véritable mot ne saurait être constitué de moins de deux lettres,, et Leibniz exclut les mots d'une lettre des combinaisons significatives.

Les réflexions sur le sens et l'importance des mots d'une lettre renvoient cependant à un débat sur lequel Platon prend parti dans le Cratyle et que Gérard Genette résume ainsi : 

« placé entre deux adversaires, dont l'un (Hermogène) tient pour la thèse dite conventionnaliste […] selon laquelle les noms résultent simplement d'un accord et d'une convention […] entre les hommes, et l'autre (Cratyle) pour la thèse dite naturaliste […] selon laquelle chaque objet a reçu une « dénomination juste » qui lui revient selon une convenance naturelle, Socrate semble d'abord soutenir le second contre le premier, puis le premier contre le second. »

Si les linguistes contemporains considèrent le plus souvent avec Ferdinand de Saussure que « le signe linguistique est arbitraire » et que ce principe « n'est contesté par personne », il n'en a pas toujours été ainsi et la tentation cratylique a longtemps hanté les théories de la langue, conduisant à accorder une signification mimétique aux lettres en général et aux mots d'une lettre en particulier.

Comme le souligne Genette, cette mimésis supposée n'est pas seulement phonique, mais parfois aussi graphique : 

« L'écriture peut être conçue, aussi bien que la parole, comme une imitation des objets qu'elle désigne […] Une écriture dite phonétique, comme la nôtre, peut aussi être conçue comme imitation des sons qu'elle note, chaque lettre (par exemple) étant l'analogon visuel d'un phonème […] La mimologie en général peut être divisée en mimophonie (c'est le terrain du cratylisme classique) et en mimographie, laquelle à son tour se subdivise en idéomimographie et phonomimographie. Ces deux variétés de la mimographie sont théoriquement tout à fait hétérogènes, et indépendantes l'une de l'autre. Elles peuvent toutefois se rejoindre en pratique. »

Pour Court de Gébelin, partisan de l'existence d'une langue mère mimétique, le mot A est un cas si parfait de mot « primitif » que, dans le « plan général » du Monde primitif qu'il publie en 1773, il donne, à titre d'exemple de son projet, le texte de l'article « A » qu'il y consacre, où il explique que ce mot « désigne propriété, possession » et qui, selon Anne-Marie Mercier-Faivre, « de façon très étonnante installe l’alphabet dans le mythe ».

Ne soyons pas étonnés, déclare pourtant Gébelin, 

« que le mot A soit à la tête des mots : placé au plus haut degré de l’Échelle des voyelles il domine au milieu d’elles comme un monarque au milieu de ses sujets. Étant le plus sonore il se fait distinguer le premier de la manière la plus sensible : & c’est de ces qualités physiques qui lui sont propres & qui le caractérisent que nous verrons naître toutes les significations dont on l’a revêtu. »

Selon Gébelin, toute écriture est « hiéroglyphique », c'est-à-dire « constituée de purs picto-idéogrammes ». Par conséquent « l'écriture alphabétique est hiéroglyphique […], chaque lettre étant la peinture d'un objet » dans la langue originaire commune, ce qui ne signifie pas, précise Genette, que l'alphabet est une « peinture » directe des sons : 

« La lettre-idéogramme peint un objet aux yeux ; le phonème qui est pour [Gébelin] un véritable idéophone, peint ce même objet aux oreilles — et la ressemblance entre ces deux portraits résulte seulement de leur égale fidélité à leur modèle commun. »

Le philologue Antoine Fabre d'Olivet, contemporain de Gébelin et influencé par lui, estime que le mot d'une lettre représente « une chose simple, non composée, non complexe, telle qu'une corde à un brin ».

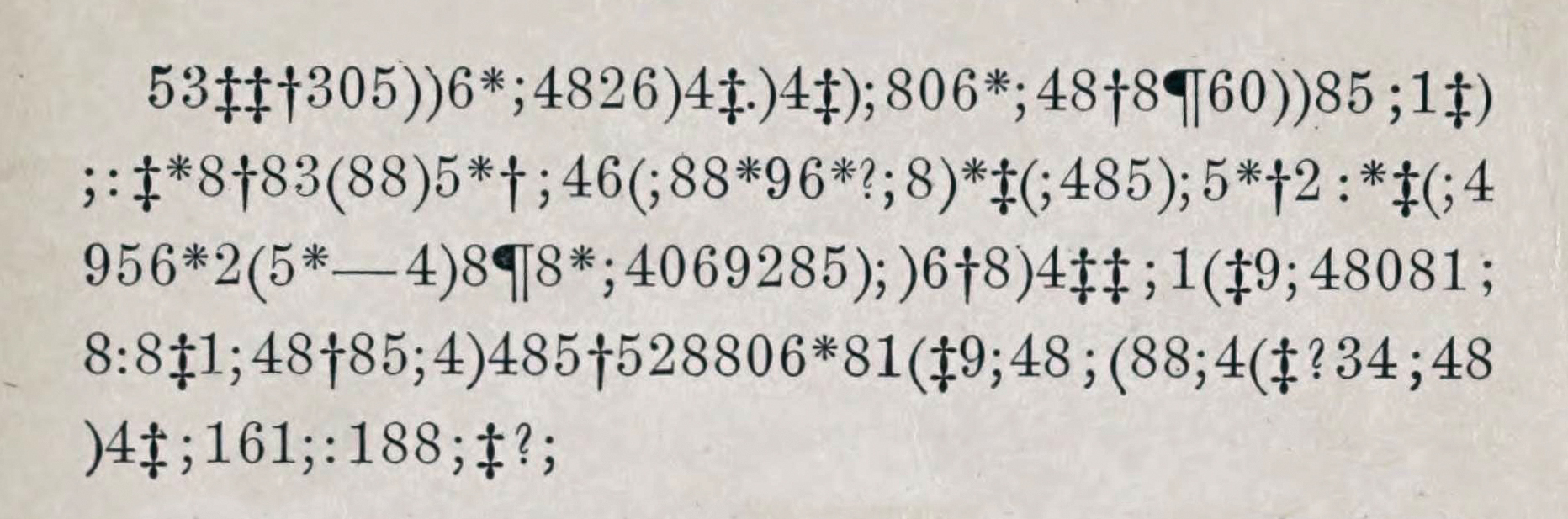
Le cryptogramme du Scarabée d'or ne comporte pas d'espace.

Dans un autre registre, les mots d'une lettre peuvent être une clé de l'analyse d'un texte ou d'une langue. Edgar Allan Poe dans Le Scarabée d'or, en préalable à l'exposition d'une méthode utilisant l'analyse fréquentielle,,, souligne le statut de clé cryptologique des mots d'une lettre quand l'espacement du texte original est conservé, ce qui n'est au demeurant pas le cas du cryptogramme de sa nouvelle : 

« S’il y avait eu des espaces, la tâche eût été singulièrement plus facile. Dans ce cas, j’aurais commencé par faire une collation et une analyse des mots les plus courts, et, si j’avais trouvé, comme cela est toujours probable, un mot d’une seule lettre, a ou I (un, je) par exemple, j’aurais considéré la solution comme assurée. »

 C'est grâce à un tel mot que Charles Virolleaud parvient en 1929 à déchiffrer l'alphabet ougaritique,,,  (le L dans cet alphabet) exprimant comme en hébreu et en arabe la préposition possessive.

### Dans les dictionnaires

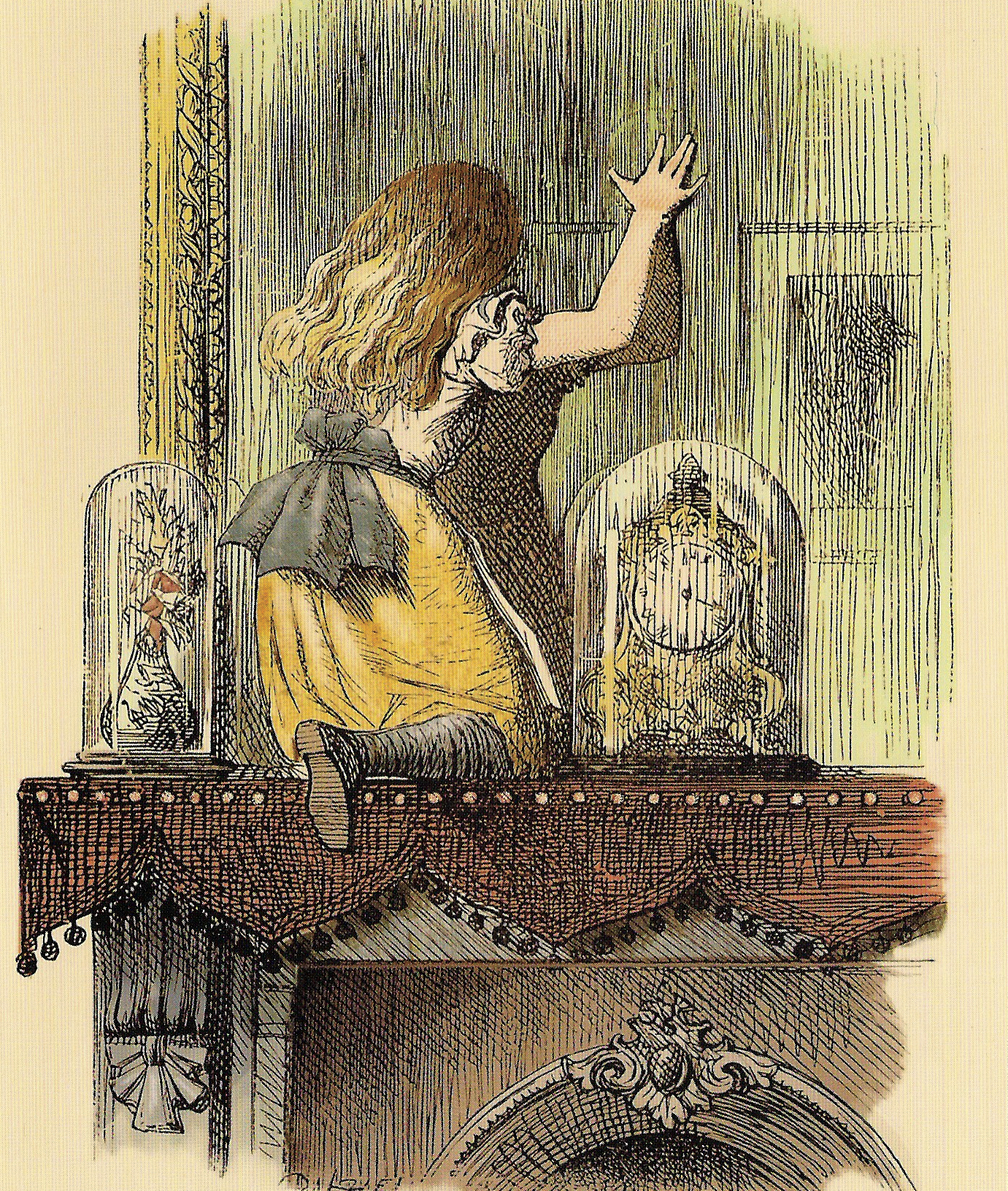
Les mots d'une lettre font-ils passer de l'autre côté du miroir ?

En raison de la polysémie des mots d'une lettre, les grilles et dictionnaires de mots croisés n'en proposent souvent pas de définition,,. Les linguistes Yannick Marchand et Robert Damper notent par ailleurs l'absence du mot « A » de la base de données lexicales sur laquelle ils s'appuient, tirée d'une édition du dictionnaire anglais Webster,. En revanche, comme le relève T. A. Hall, ce même ouvrage consacre des entrées différentes à « 'D » (comme dans I'd) et « D' » (comme dans d'you know) ; à « 'S » (comme dans he's) et « S' » (comme dans the girls' toys) ; à « 'T » (comme dans 'twill do) et « T' » (comme dans t'other). Cette remarque lui permet de battre en brèche l'affirmation — jugée par certains auteurs comme triviale, — que tous les mots d'une lettre sont des palindromes : ces entrées du Webster ne sont pas palindromiques puisque la lecture de droite à gauche ne donne pas le même mot que celle de gauche à droite.
Craig Conley a consacré aux mots d'une lettre un livre de référence,, de 232 pages, One-Letter Words: a Dictionary, où il dénombre plus d'un millier de sens différents aux mots anglais d'une lettre, ce qui l'amène à souligner l'importance du contexte dans la compréhension de ces mots. Il recense par exemple 76 acceptions du mot « X », auquel il dit porter une affection particulière, dont 17 classés dans la section « textes et proverbes », trois dans la section « cartes, alcools et films pour adultes », huit dans la section « sur papier parchemin », 15 dans la section « mots croisés », cinq dans la section « Dr/Mr/Mme/Mlle X », 11 dans la section « sujets scientifiques », huit dans la section « mathématiques », trois dans la section « sens étrangers », huit dans la section « divers » et deux dans la section « faits et chiffres ». Selon lui, le seul autre ouvrage sur le sujet est un dictionnaire des mots d'une lettre en pali, compilé par le lexicographe bouddhiste Saddhammakitti au xvie siècle et intitulé Ekakkharakosa.
Le dictionnaire de Conley n'est toutefois pas exhaustif. Le lexicographe anglais Jonathon Green (en), spécialiste de la langue anglaise vulgaire (slang), a recensé de nombreux sens des mots d'une lettre en anglais, qui pour la plupart ne figurent pas dans le dictionnaire de Conley. Le tableau suivant permet de comparer le nombre de sens donnés à des mots d'une lettre anglais par ces deux lexicographes.
|              | A  | B  | C  | D  | E  | F  | G  | H  | I  | J  | K  | L  | M  | N  | O  | P  | Q  | R  | S  | T  | U  | V  | W  | X  | Y  | Z  |
| Selon Conley | 52 | 40 | 42 | 44 | 41 | 31 | 34 | 28 | 45 | 24 | 40 | 31 | 27 | 27 | 63 | 24 | 27 | 30 | 36 | 58 | 32 | 51 | 18 | 76 | 45 | 35 |
| Selon Green  | 4  | 13 | 4  | 9  | 1  | 5  | 7  | 1  | 2  | 2  | 2  | 4  | 1  | 2  | 1  | 5  | 5  | 1  | 2  | 1  | 1  | 11 | 3  | 10 | 1  | 5  |

L'incipit du dictionnaire de Craig Conley est un rappel du propos de la Reine blanche à Alice : 

« Je vais vous dire un secret… je sais lire les mots qui n'ont qu'une seule lettre ! N'est-ce pas magnifique ? Mais, ne vous découragez pas. Vous y parviendrez, vous aussi, au bout de quelque temps. »

Cette évocation du texte de Lewis Carroll est d'autant plus appropriée à l'enjeu d'un dictionnaire des mots d'une lettre que la description du sens de ces derniers doit faire état d'acceptions qui ne sont pas seulement nominatives, c'est-à-dire relatives à l'usage de la langue en général, mais aussi stipulatives, c'est-à-dire décidées par un auteur dans un contexte particulier,, ce que souligne Humpty-Dumpty à Alice : 

« “Lorsque moi j'emploie un mot, répliqua Humpty-Dumpty d'un ton de voix quelque peu dédaigneux, il signifie exactement ce qu'il me plaît qu'il signifie… ni plus ni moins.”
“La question, dit Alice, est de savoir si vous avez le pouvoir de faire que les mots signifient autre chose que ce qu'ils veulent dire.”
“La question, riposta Humpty-Dumpty, est de savoir qui sera le maître… un point, c'est tout.” »

### Dans l'usage

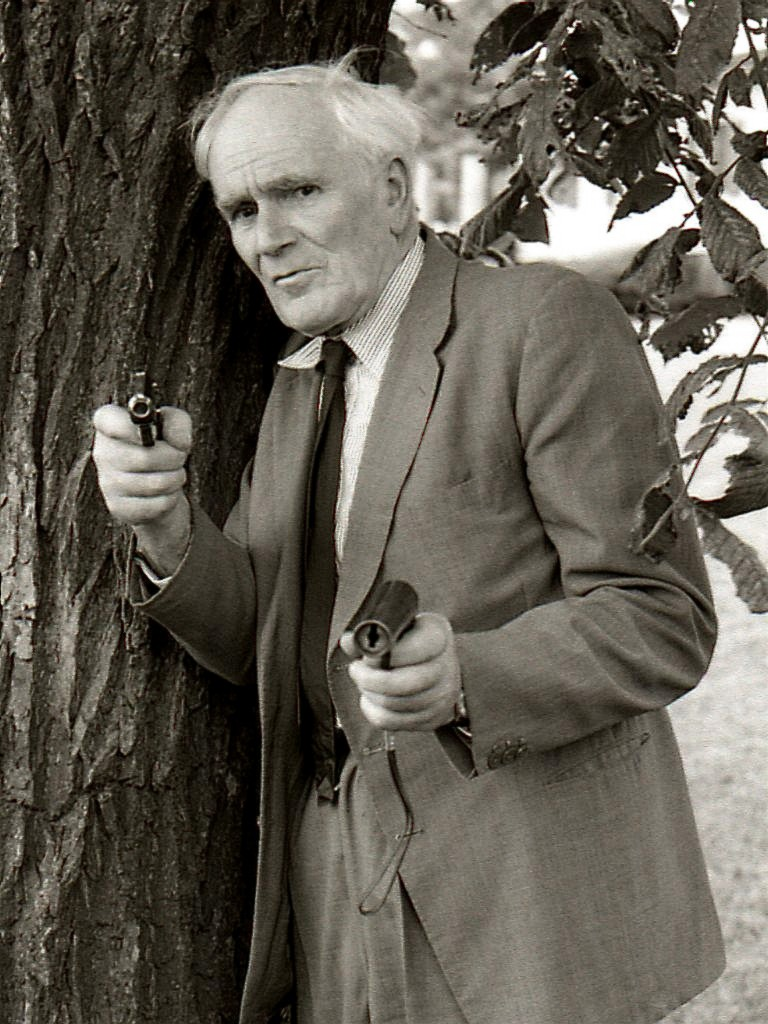
Q : un prénom inconvenant ?

Jack Goody estime que le mot écrit « ajoute une importante dimension à bien des actions sociales ». À cet égard, les mots d'une lettre peuvent se montrer clivants. Sur le plan juridique, leur usage patronymique a parfois été invalidé. Aux États-Unis, une femme s'est ainsi vue refuser le changement de son nom en R, au motif qu'il devait y avoir « une certaine forme d'uniformisation systématique de l'identification des individus dans notre société », cette décision ayant été confirmée en appel pour éviter des « difficultés insurmontables » ; un Coréen nommé O, lassé des difficultés qu'il rencontrait avec les programmes informatiques de certaines organisations non conçus pour des noms aussi brefs que le sien, a dû changer ce dernier en Oh,,. En Suède, un couple qui voulait appeler leur fils Q, en hommage au personnage homonyme de la série James Bond, se l'était vu refuser en première instance et en appel, au motif que le prénom n'était pas « convenable, » ; la Cour administrative suprême a toutefois invalidé ces décisions, estimant qu'il n'avait pas été « prouvé que le nom Q pouvait être offensant ou qu'il pouvait apporter une gêne à son porteur ». En Nouvelle-Zélande, le prénom J a été invalidé six fois entre 2001 et 2013. En revanche, c'est à son entrée dans l'US Air Force que le chanteur Johnny Cash, né J. R. Cash, change ses prénoms en John et Ray pour se conformer aux exigences militaires,.
Un exemple notable de l'incidence sociale du choix d'un patronyme d'une lettre est le cas du prêcheur américain Malcolm Little, qui décide en 1952 d'adopter le patronyme X, abandonnant son nom de naissance au motif qu'il ne pouvait s'agir de celui de ses ancêtres africains mais plutôt de celui d'un propriétaire d'esclaves, et lui en préférant un qui évoque la naissance de père inconnu. Le mouvement Nation of Islam en vient à demander à ses nouveaux membres de renoncer à leur « nom d'esclave » et d'adopter eux aussi ce patronyme, ce qui crée une telle confusion qu'ils sont obligés d'ajouter un numéro d'ordre avant la lettre X : l'un des chauffeurs de Malcolm X, Charles Morris, se faisait ainsi appeler Charles 37X, étant le 37e Charles à avoir fait changer son nom dans un même temple. Cette pratique politique aurait en outre, selon certains auteurs, contribué au choix de la lettre X pour désigner une génération,.
Georges Perec souligne au demeurant le statut particulier du X, « cette lettre devenue mot, ce substantif unique dans la langue à n'avoir qu'une lettre unique, unique aussi en ceci qu'il est le seul à avoir la forme de ce qu'il désigne,. »
Dans d'autres cas, ce sont au contraire des normes sociales qui justifient le recours à des mots d'une lettre. Ainsi, l'usage d'une lettre seule pour le second prénom, perçu comme valorisant,, est parfois admis, par exemple S pour le président Truman,, et parfois critiqué, par exemple V pour le politicien anglais Grant Shapps,. Le mathématicien Benoît Mandelbrot reconnaît volontiers avoir ajouté après son prénom un B qui ne représente rien,, un choix parfois attribué à une plaisanterie mathématique sur la récursivité,. Joanne Rowling attribue à son éditeur, soucieux d'attirer le lectorat de jeunes garçons, l'ajout d'un K injustifié à son prénom,. En Birmanie, le mot U, qui signifie oncle, est ajouté devant le patronyme comme une marque de la notoriété dont jouissent, par exemple, U Nu, U Pandita ou U Thant.
Dans certains domaines, en matière par exemple de ticker,,, un code mnémonique boursier ou de nom de domaine,, leur brièveté et leur rareté leur confèrent du prestige,. Le mot d'une lettre peut également être une forme d'euphémisation pour éviter le recours à un mot qui choque,.
Les mots d'une lettre font enfin l'objet d'un emploi important dans le langage SMS, notamment du fait de l'utilisation de la valeur sonore de la lettre, comme « g » pour « j'ai » ou « c » pour « c'est », » ; ou bien « u » pour « you » (tu), « r » pour « are » (êtes) ou « c » pour « see » (voir) en anglais. Les lettres diacritées sont toutefois codées différemment selon les fabricants, du fait d'un codage qui ne permet pas, par exemple, d'employer en même temps le â, le ë et le ç dans le cadre de la limite de 160 caractères, ce qui rend incertaine la facturation des messages en comportant.

## Dans la littérature

### Titres d’œuvre

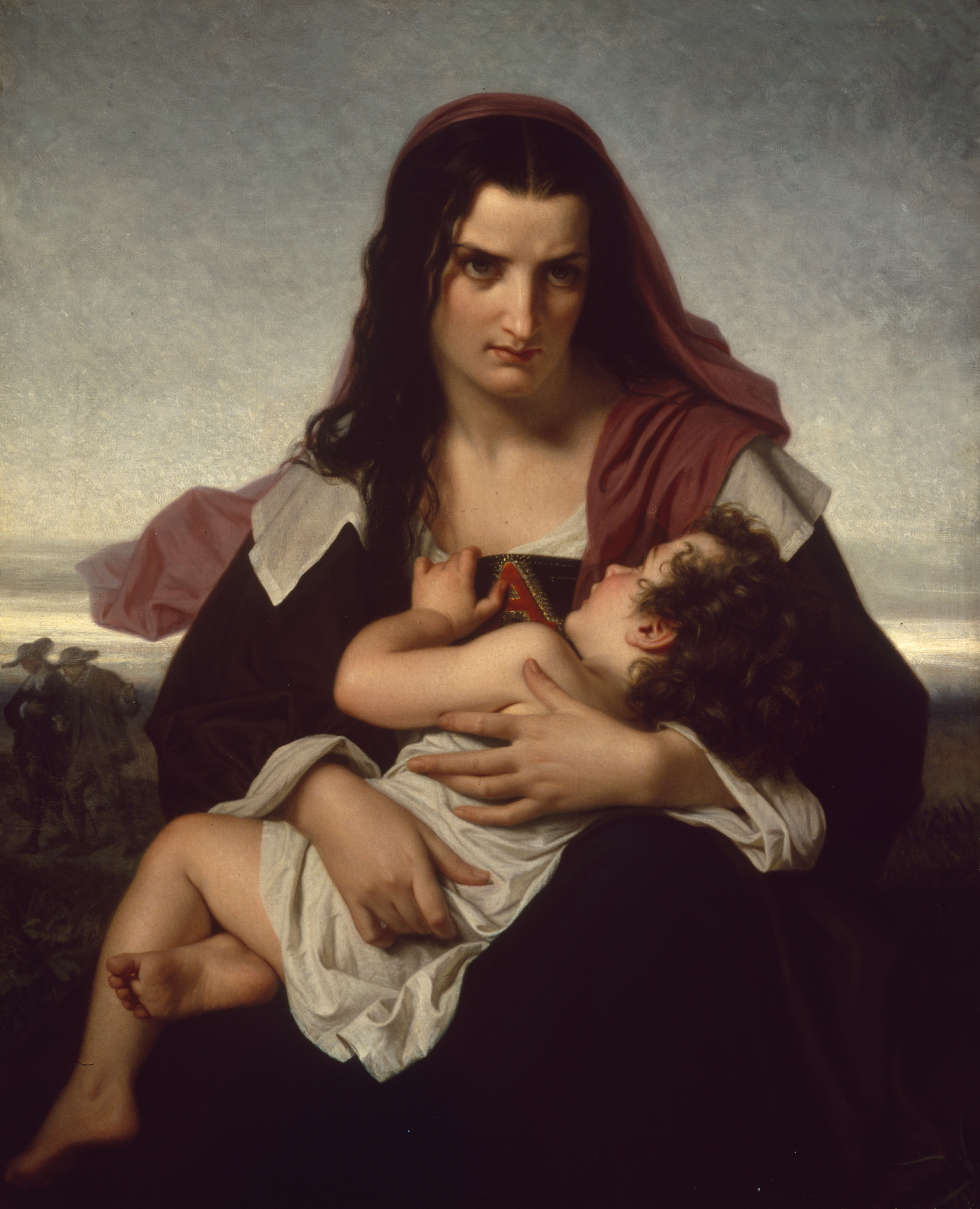
La Lettre écarlate est un A au sens variable,.

Un personnage d'Ulysse de James Joyce évoque ainsi des livres qui restent à écrire : 

« Tu faisais une courbette devant la glace, t’avançais, pour recueillir les applaudissements, sérieux comme un pape, très frappant ce visage. Hourra pour l’abruti du dimanche ! Rra ! Personne n’en voyait rien : tu le dis à personne. Les livres que tu allais écrire avec des lettres pour titre. Vous avez lu son F ? Oh oui, mais je préfère Q. Certes, mais W est magnifique. Ah oui, W. »

Joyce ignorait que F serait écrit par Daniel Kehlmann en 2013, Q par Luther Blissett en 1999, et que W de Georges Perec, publié en 1975, décrit un pays « où le sport et la vie se confondent en un même magnifique effort ».
D'autres œuvres littéraires ont un titre composé d'un mot d'une lettre, parmi lesquelles A de Louis Zukofsky, G de John Berger, H de Philippe Sollers, R de Céline Minard, S de John Updike, V. de Thomas Pynchon ou Z de Vassílis Vassilikós. Par ailleurs, Jacques Roubaud a intitulé un de ses livres ∈, ce symbole mathématique d'appartenance étant pour lui « par extension, symbole de l'appartenance au monde »,.
Plusieurs films ont également un titre d'une seule lettre, tels K d'Alexandre Arcady, W d'Oliver Stone, M de Fritz Lang et son remake de Joseph Losey, ou Z de Costa-Gavras, tiré du roman éponyme,.

### Expériences poétiques

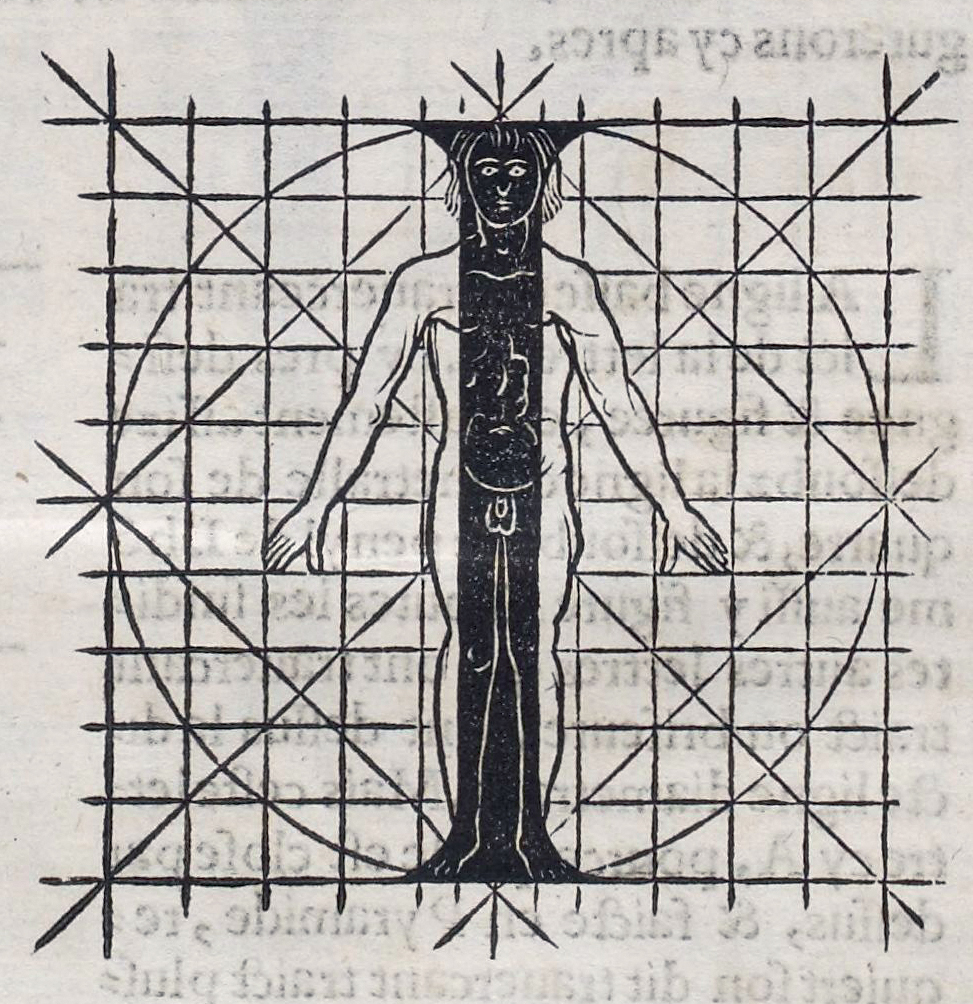
Anthropomorphisme du I chez Geoffroy Tory.

Plusieurs écrivains, tels Victor Hugo,, Paul Claudel, ou Francis Ponge,, se sont intéressés à la lettre en tant qu'idéomimographie. Divers poèmes d'une lettre ont suscité une exégèse sur leur valeur sémantique et sur le fait de savoir s'il s'agissait ou non de mots. Tel est notamment le cas d’œuvres de poètes russes du mouvement futuriste Zaoum, dont Vasilisk Gnedov,, Aleksej Kručënyx ou Iliadz. Le poète minimaliste américain Aram Saroyan (en) est l'auteur d'Untitled poster-poem, un poème composé d'un m avec quatre jambes,, que Bob Grumman place « au centre d'un alphabet en cours de formation, entre le m et le n », cité par le Livre Guinness des records comme le plus court poème du monde,. Traduisant en anglais le poème concret Ich de Vladimír Burda (cs), composé du mot allemand « Ich » (je en allemand) surmonté de son empreinte digitale, le poète canadien John Curry le réduit à « i » (je en anglais) formé du fût d'un « i » surmonté d'une empreinte digitale en forme de point,.

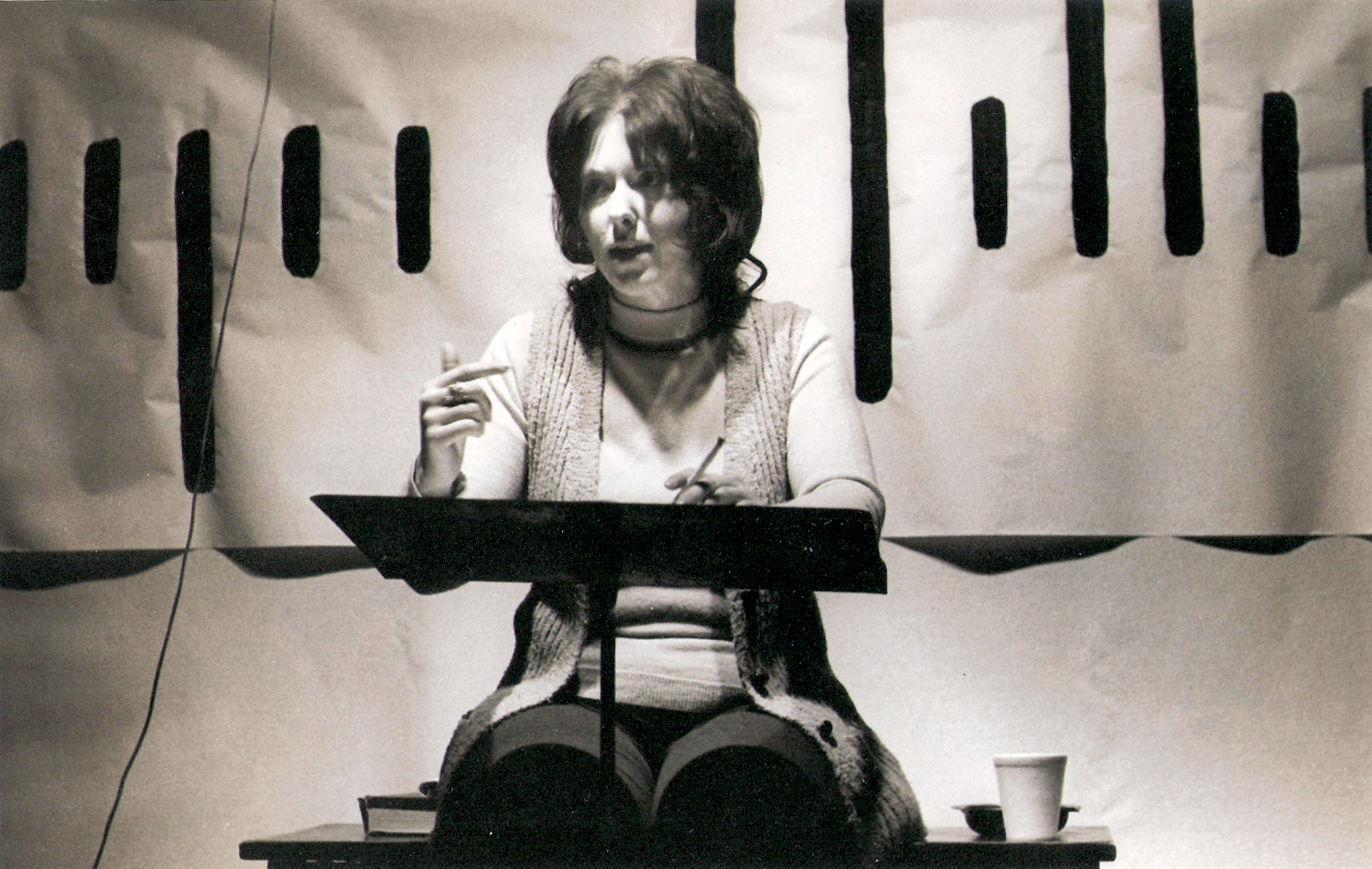
La prétendue poétesse Joyce Holland.

Le poète américain Dave Morice (en) s'est intéressé aux poèmes d'une lettre. Il estime que l'anglais n'en permet que cinquante deux : vingt six en majuscules et vingt six en minuscules. Il s'est également livré à un canular littéraire dans les années 1970, en inventant un « alter ego » féminin, Joyce Holland, une poétesse minimaliste incarné par sa compagne, P. J. Casteel, à l'existence de laquelle croit même le New York Times,. Celle-ci publie notamment 13 numéros de Matchbook, une revue de poèmes d'un mot agrafés à des pochettes d'allumettes et vendue à 5 cents,. En 1973, Joyce Holland rassemble dans Alphabet Anthology des poèmes d'une lettre choisis pour l'occasion par 104 poètes américains, dont Bruce Andrews (en) (« o »), Larry Eigner (en) (« e ») et Bernadette Mayer (« n »). Joyce Holland leur avait adressé une carte postale comportant les 26 lettres de l'alphabet, en minuscules, en leur demandant d'encercler celle de leur choix et de lui renvoyer la carte. La lettre O est la plus choisie (12), suivie du A et du G (8) ; personne ne choisit le V et un contributeur préfère ajouter un Þ,.

### Oulipo et poésie d'une seule lettre

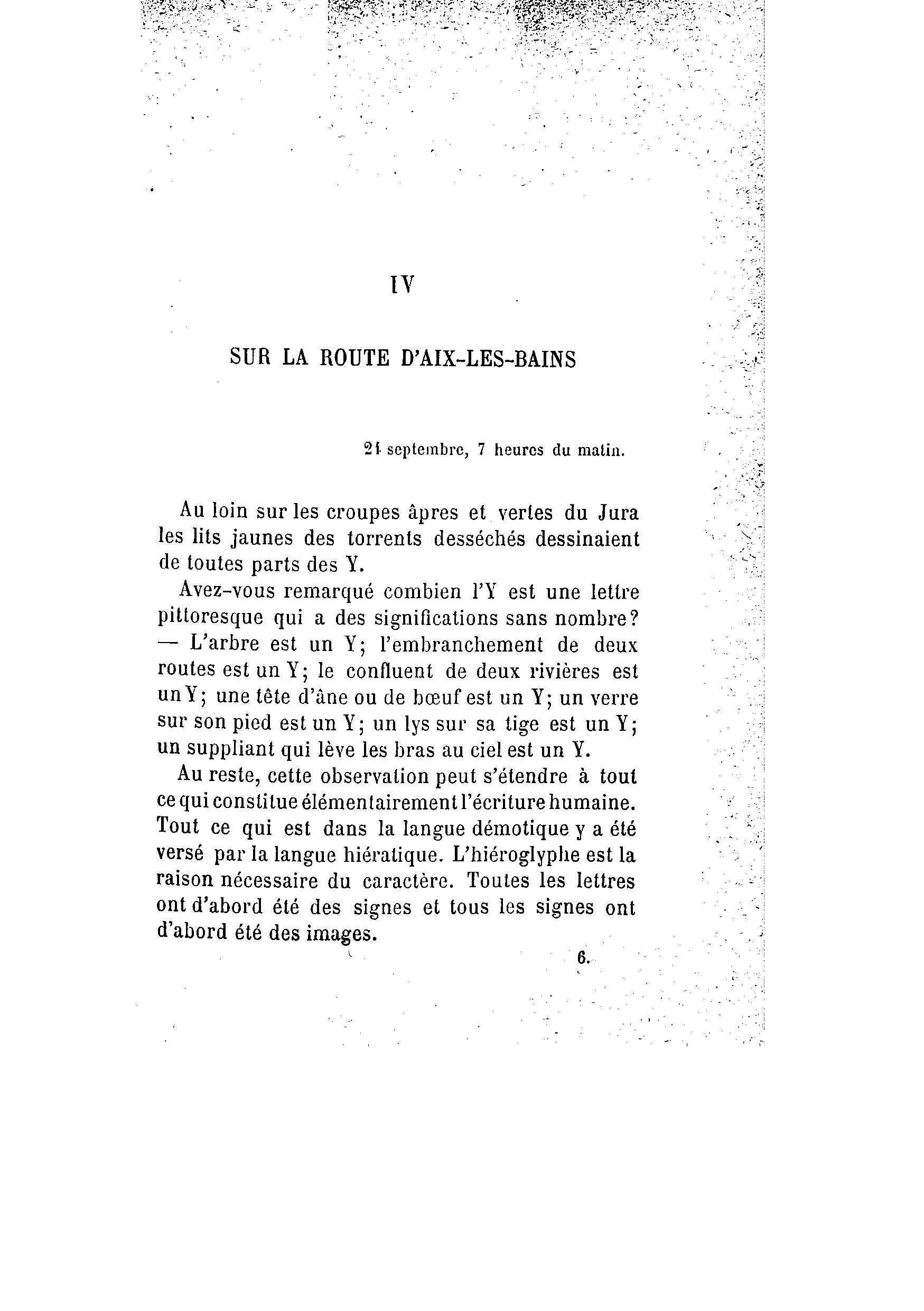
Victor Hugo plagie par anticipation, les recherches oulipiennes sur la lettre,.

Les mots d'une lettre jouent un rôle dans la contrainte oulipienne de la boule de neige, une forme de vers rhopaliques où le premier vers — ou le dernier dans le cas de la boule de neige fondante — est constitué d'un mot d'une lettre. Mais ils font surtout l'objet d'une expérience notable de François Le Lionnais, datant de 1957 et publiée dans La Littérature potentielle en 1973, de « Réduction d'un poème à une seule lettre ». Il s'agit d'un poème ainsi formulé : « T. ». À la page suivante, il commente : 

« J'ai bien peur que la réduction d'un poème à une seule lettre ne se trouve de l'autre côté de la littérature permise. Mais on peut bien s'amuser, non ? De toute manière, l'auteur n'a pas voulu renouveler cette performance. Il abandonne à 25 de ses confrères le soin de constituer l'ensemble complet des 26 poèmes basés — à partir de l'alphabet latin — sur ce principe. »

 Ce bref poème a fait l'objet de « formidables gloses » au sein de l'Oulipo.
Dans Écrits français, Harry Mathews en tente une « explication de texte ». Il observe que « la seule lettre du poème […] n'est pas une lettre toute seule, mais une lettre suivie d'un point. La ponctuation transforme ce qui autrement serait une entité, suffisante même si mystérieuse, en une abréviation ». Selon Harry Mathews, il s'agit en effet d'une réduction d'un dispositif comparable aux Cent mille milliards de poèmes de Raymond Queneau et conçu sur le principe du mouvement perpétuel : au recto et au verso d'une page serait inscrite la phrase : « J'ai inventé le mouvement perpétuel T.S.V.P. » Le Lionnais aurait ensuite procédé par réductions successives, pour finalement ne plus inscrire que « T. » d'un seul côté d'une page.

En 2006, Marcel Bénabou reprend l'analyse du poème dans Miniature persane. Tout en saluant le « savant commentaire d'Harry Mathews » sur le point, il estime que « rien n'interdit de penser qu'il puisse s'agir […] d'un point final » et qu'il y a « dans l'esprit de l'auteur une hésitation sur la nature exacte de sa « tentative » et de « l’œuvre » à laquelle ladite tentative a abouti ». Pour Bénabou, le choix de la lettre T s'explique d'abord par des raisons personnelles, mais aussi par les caractéristiques de cette consonne, qui est en même temps homophonique, polyphonique et polysémique. Bénabou observe toutefois que Le Lionnais « ne semble pas avoir pris garde » à la dimension « proprement orale » du mot d'une lettre et évoque à ce sujet un « débat oulipien » sur « l'alexandrin le plus court », pour lequel Jacques Bens a proposé I qui doit se lire « un en chiffre romain et en garamond gras, ». Bénabou rappelle enfin une anecdote rapportée par Jean-Jacques Rousseau dans ses Confessions : 

« J'ai lu qu'un sage évêque dans la visite de son diocèse trouva une vieille femme qui pour toute prière ne savait dire que O. Il lui dit : Bonne mère, continuez de prier toujours ainsi ; votre prière vaut mieux que les nôtres,. »

 Il considère que le lecteur devrait aussi assurer Le Lionnais que son poème vaut mieux que ce qu'il en croit, car il ne « mène aucunement à un cul-de-sac, mais au contraire à un fantastique enrichissement ».
En 2007, Jacques Jouet répond enfin à l'appel de Le Lionnais et demande à ses collègues de l'Oulipo de « renouveler le geste » en composant chacun sa propre réduction. Parmi ces réponses, François Caradec propose de réduire Un coup de dés jamais n'abolira le hasard à « D ». Michelle Grangaud, de réduire ruelle à « L ». Paul Fournel, « pour des raisons strictement personnelles, d'ordre affectif », ne voit pas d'autre possibilité que « T. ». Olivier Salon réduit son poème à « P ». Oskar Pastior, au terme d'une analyse quantitative d’Harmonie du soir de Charles Baudelaire, le réduit, après l'avoir « détimbré par division », à « L ». Anne F. Garréta propose un récit en prose : « J' ». Harry Mathews, « K », tant parce que cette lettre, comme lui-même, « n'est qu'imparfaitement intégrée à la langue française moderne », que parce que, « composée de trois bâtonnets », elle permet de construire douze autres lettres.